# Festuca duriotagana var. duriotagana
Festuca duriotagana subsp. duriotagana é uma variedade de planta com flor pertencente à família Poaceae.

## Portugal
Trata-se de uma variedade presente no território português, nomeadamente em Portugal Continental.
Em termos de naturalidade é endémica da região atrás referida.

## Protecção
Encontra-se protegida por legislação portuguesa ou da Comunidade Europeia, nomeadamente pelo Anexo II e IV da Directiva Habitats.